# Random 1-8
Random 1-8 é o terceiro EP da banda inglesa de rock alternativo Muse.
Este EP foi lançado apenas no Japão apenas pela Avex Trax em 4 de outubro de 2000.

## Faixas
Todas as faixas escritas e compostas por Matthew Bellamy. 
| N.º | Título                                 | Duração |  |
| 1.  | "Host"                                 |         |  |
| 2.  | "Coma"                                 |         |  |
| 3.  | "Pink Ego Box"                         |         |  |
| 4.  | "Forced in"                            |         |  |
| 5.  | "Agitated"                             |         |  |
| 6.  | "Yes Please"                           |         |  |
| 7.  | "Fillip" (Ao vivo)                     |         |  |
| 8.  | "Do We Need This?" (Ao vivo)           |         |  |
| 9.  | "Sunburn" (Timo Maas Sunstroke Mix)    |         |  |
| 10. | "Sunburn" (Timo Maas Breakz Again Mix) |         |  |
| 11. | "Sunburn" (Steven McCreery Mix)        |         |  |

## Lançamentos
| Região | Data                 | Gravadora | Formato |
| ------ | -------------------- | --------- | ------- |
| Japão  | 4 de outubro de 2000 | Avex Trax | CD      |